# Volta a Llombardia 1913
La Volta a Llombardia 1913 fou la 9a edició de la Volta a Llombardia. Aquesta cursa ciclista organitzada per La Gazzetta dello Sport es va disputar el 2 de novembre de 1913 amb sortida i arribada a Milà després d'un recorregut de 235 km.
La competició fou guanyada per segona vegada pel francès Henri Pélissier (Alcyon) per davant del seu compatriota i company d'equip Maurice Brocco. Tercer quedà el també francès Marcel Godivier (Liberator-Hutchinson).
Per primer cop en la història de la prova no hi ha cap italià entre els tres primers classificats i un corredor repeteix victòria.

## Classificació general
|    | Ciclista         | Equip                | Temps      |
| -- | ---------------- | -------------------- | ---------- |
| 1  | Henri Pélissier  | Alcyon               | 7h 43' 48" |
| 2  | Maurice Brocco   | Alcyon               | + 2"       |
| 3  | Marcel Godivier  | Liberator-Hutchinson | m. t.      |
| 4  | Luigi Annoni     | Stucchi              | m. t.      |
| 5  | Erich Aberger    | Individual           | m. t.      |
| 6  | Dario Beni       | Stucchi              | m. t.      |
| 7  | Luigi Lucotti    | Ancora               | m. t.      |
| 8  | Carlo Galetti    | Legnano              | m. t.      |
| 9  | Richard Schenkel | Individual           | m. t.      |
| 10 | Romolo Verde     | Maino                | m. t.      |